# Томми Ли
Томми Ли (англ. Tommy Lee; настоящее имя Томас Ли Басс, англ. Thomas Lee Bass; род. 3 октября 1962, Афины, Греция) — барабанщик американской рок-группы Mötley Crüe, диджей.
Также известен как участник проектов Methods Of Mayhem и Rock Star Supernova. Работал диджеем. Был женат на актрисе Хизер Локлир и модели и актрисе Памеле Андерсон. В списке 50 лучших барабанщиков рока журнала Classic Rock занимает 19 место, а в списке 100 величайших барабанщиков журнала Rolling Stone - 85 место.

## Ранние годы
Томми Ли родился 3 октября в Афинах. Его отец был служащим армии США, а мать Василики Пападимитриу (греч. Βασιλική Παπαδημητρίου) была обладательницей титула Мисс Греция. Семья переехала в Калифорнию через год после рождения Томми.
Свой первый барабан он получил в 4 года, а свою первую ударную установку — уже будучи подростком. У Томми также есть младшая сестра, Афина Ли, которая была замужем за Джеймсом Коттаком, барабанщиком группы Scorpions. Также она является барабанщицей группы Krunk.
Будучи подростком, Томми слушал Kiss, Queen, AC/DC, Led Zeppelin, Deep Purple и Judas Priest. На Томми Ли очень сильное влияние оказала игра Питера Крисса, барабанщика группы Kiss. Томми Ли бросил школу, чтобы сконцентрироваться на своей музыкальной карьере.

## Личная жизнь

### Отношения
Ли был женат четыре раза; его первой женой была Элейн Старчук.
10 мая 1986 года Ли женился во второй раз на актрисе Хизер Локлир. Пара развелась в 1993 году.
С 1995 по 1998 год Ли был женат на актрисе Памеле Андерсон. У бывших супругов есть два сына — Брэндон Томас Ли (род. 6 июня 1996) и Дилан Джаггер Ли (род. 29 декабря 1997). В июне 1995 года у Андерсон случился выкидыш, когда она была беременна их первенцем.
14 февраля 2019 года Ли женился на комедийной актрисе и блогере Бриттани Фурлан.

## Прочее
В середине 1990-х в интернете появилось любительское видео с Томми Ли и Памелой Андерсон, где они занимаются сексом на яхте. Это вызвало ряд скандалов в обществе. Этому видео также посвятили мини-сериал «Пэм и Томми».
Томми Ли является вегетарианцем.